# Taca

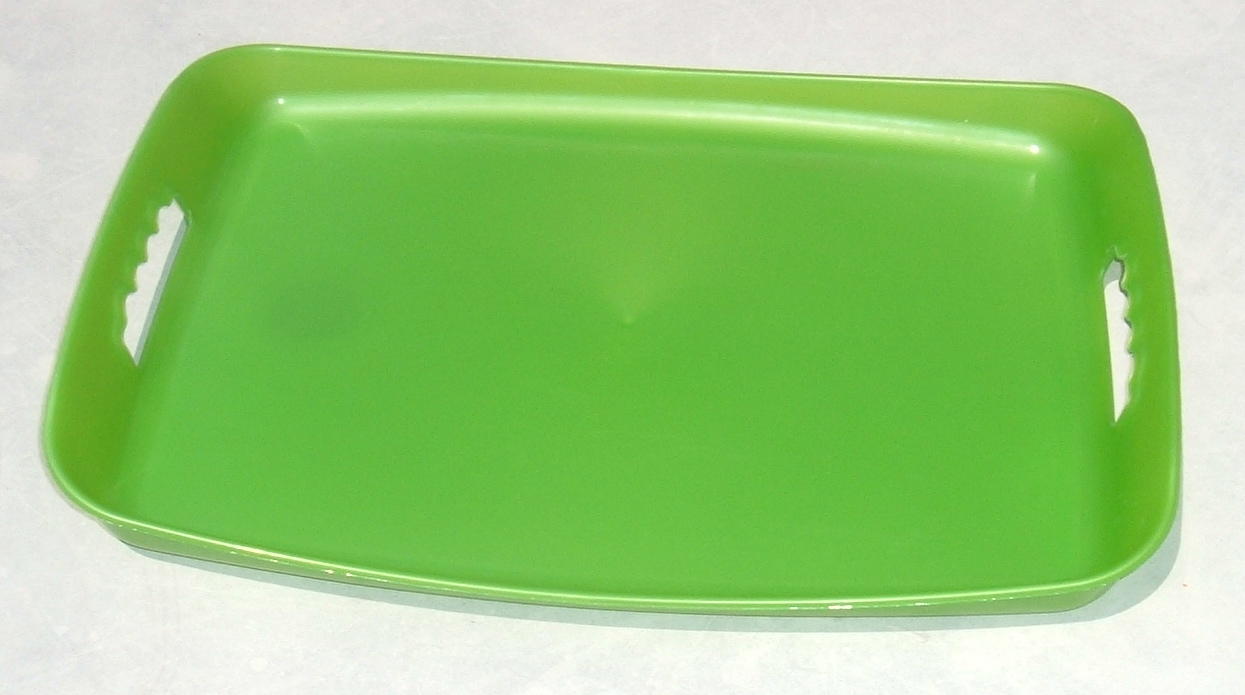
Taca z tworzywa sztucznego.

Taca (wł. tazza z pers. taszt – kubek) – płaskie naczynie, na którym przenoszone są lub podawane do stołu najczęściej dania lub zastawa stołowa. Tace najczęściej są wykonane z metalu - posrebrzanego lub zdobionego malunkami albo plastiku. 
Istnieją również tzw. tacki – jednorazowe naczynia wykonane z tektury, plastiku lub styropianu. 